# Latin American Wings
Latin American Wings (LAW) fue una línea aérea comercial chilena cuyas operaciones se iniciaron en enero de 2015, cuando realizó su primer vuelo internacional con destino a Punta Cana, República Dominicana.
Vendían vuelos en Puerto Príncipe, los cuales los habitantes compraban vuelos de ida y vuelta, utilizando únicamente los vuelos de ida, y sobrevendiendo los vuelos no utilizados en destinos como Lima.[cita requerida]
LAW está bajo acusaciones de malas prácticas, debido a su posible implicación en la llegada de miles de ciudadanos haitianos de manera ilegal a Chile,[cita requerida] a no cumplir con los requisitos de experiencia de la tripulación a bordo, la antigüedad de sus aeronaves, y la falta de un mantenimiento a sus equipos, es por ello, que el 12 de marzo de 2018 la DGAC (Dirección de Aeronáutica Civil de Chile) le suspendió su certificado de operador aéreo (AOC) dado a una reestructuración interna.
La aerolínea se encontraba enfocada a su proceso de expansión dentro de Latinoamérica, lo que la llevó a incrementar su flota de aviones, como también el número de colaboradores que trabajaban en las distintas dependencias de la empresa, los que superaban las 250 personas.
LAW era miembro de la Asociación Chilena de Líneas Aéreas A.G. (ACHILA) y así también de la Organización de Aviación Civil Internacional (OACI).
La compañía perteneció a varios socios, siendo Andrés Dulcinelli, el gerente general, el segundo mayor accionista, detrás de Verónica Krefft. Los demás son abogados, altos ejecutivos de la industria aseguradora, de la construcción y pilotos de aerolíneas del Medio Oriente.

## Historia
Latin American Wings se creó en enero de 2016 con el objetivo de ofrecer una nueva alternativa para volar desde Chile hacia el extranjero. Para ello, inicialmente se recurrió al arrendamiento del Certificado de Operador Aéreo (AOC) que disponía la aerolínea ChileJet, lo que les permitió iniciar operaciones mientras se gestionaban los procesos formales ante las autoridades chilenas para conseguir su propio AOC. De esta manera, el 31 de diciembre de 2016 se convirtió en la tercera aerolínea regular del mercado chileno.[cita requerida]
Este hito se consiguió luego de que la Dirección General de Aeronáutica Civil (DGAC) le otorgara el AOC N°1355 a la compañía. 
Durante su primer año de operación, LAW transportó a 40.000 pasajeros, aproximadamente.[cita requerida] Asimismo, realizó una inversión superior a los US$20 millones, con el objetivo de levantar sus oficinas centrales en el país, desarrollar las instalaciones en el Aeropuerto Internacional de Santiago Arturo Merino Benítez, como también incrementar su flota inicial de un solo avión, a los cinco que poseía la aerolínea (todos modelos Boeing 737).
Entre sus planes a corto plazo, LAW tenía planes de arrendar un avión B757-200 perteneciente a Icelandair para cubrir la ruta Santiago-Caracas y desde allí hacer conexión a tres destinos, Miami, Nueva York y La Romana, estableciendo Caracas como un punto estratégico para tales conexiones; sin embargo, nunca se llegó a concretar.
El 8 de enero de 2018, LAW anunció la suspensión de todos sus destinos nacionales, dejando aproximadamente 700 personas varadas en distintos destinos: Concepción, Puerto Montt y Antofagasta.
Posterior a esto, LAW canceló una serie de vuelos desde y hacia Punta Cana, Lima y Santiago dejando a otra serie de pasajeros varados por casi una semana en los aeropuertos señalados. Esto último llevó a que la DGAC de Perú suspendiera el certificado de operaciones de LAW a Lima el 15 de marzo de 2018, así cancelando todos los vuelos desde ese día en adelante.
Unas semanas después LAW anunció que suspendería y cancelaría todos sus vuelos. Esta medida fue hecha con el objetivo de una reorganización y reestructuración de la aerolínea. Durante este proceso confirmó nuevos destinos, pero sin tener la aprobación de la DGAC chilena, por lo que esta decidió suspender todas las operaciones de LAW el 12 de marzo de 2018.

## Law Cargo
En febrero de 2017, la aerolínea de capitales chilenos alcanzó un acuerdo con la firma Cargo Line, para desarrollar la operación de transporte de carga a través de la filial LAW Cargo. La figura de esta alianza se estructura bajo la operatividad de Cargo Line en toda la logística del traslado de carga, mientras que LAW facilitará su flota de aviones de para dicho fin.

## Destinos
| Países               | Destinos          | Aeropuertos                                             |
| -------------------- | ----------------- | ------------------------------------------------------- |
| Argentina            | Mendoza           | Aeropuerto Internacional Gobernador Francisco Gabrielli |
| Chile                | Santiago de Chile | Aeropuerto Internacional Arturo Merino Benítez          |
| Ecuador              | Manta             | Aeropuerto Internacional Eloy Alfaro                    |
| Estados Unidos       | Miami             | Aeropuerto Internacional de Miami                       |
| Haití                | Puerto Príncipe   | Aeropuerto Internacional Toussaint Louverture           |
| Paraguay             | Asunción          | Aeropuerto Internacional Silvio Pettirossi              |
| Perú                 | Lima              | Aeropuerto Internacional Jorge Chávez                   |
| República Dominicana | Punta Cana        | Aeropuerto Internacional de La Romana                   |
| Venezuela            | Caracas           | Aeropuerto Internacional de Maiquetia Simón Bolívar     |

## Flota
Latin American Wings contó en su historia con las siguientes aeronaves:
| Aeronaves              | Total | Introducido | Retirado | Matrículas                                      |
| ---------------------- | ----- | ----------- | -------- | ----------------------------------------------- |
| Boeing 737-300         | 6     | 2015        | 2018     | CC-ADZ, CC-AUB, CC-AQL, CC-AVL, CC-ARQ y CC-ASQ |
| Boeing 767-300ER       | 2     | 2017        | 2018     | EI-FGN y N796JM                                 |
| Grumman Gulfstream III | 1     | 2016        | 2017     | N194PA                                          |